# Swintonia minuta
Swintonia minuta är en sumakväxtart som beskrevs av Evrard. Swintonia minuta ingår i släktet Swintonia och familjen sumakväxter. Inga underarter finns listade i Catalogue of Life.